# سيسنا 175 سكاي لارك
سيسنا 175 سكاي لارك (بالإنجليزية: Cessna 175 Skylark)‏ هي طائرة خفيفة، بأربعة مقاعد. أنتجت في 1958 بالولايات المتحدة. من صناعة سيسنا. ومازالت في الخدمة حتى الآن. صنع منها 2,106 طائرة.